# Gentoo (файловый менеджер)
gentoo — свободный файловый менеджер для Unix-подобных систем, созданный Эмилем Бринком. Распространяется на условиях GNU General Public License.
gentoo написан на языке C согласно стандарту ANSI C и использует библиотеку GTK+. Как утверждает сам автор, он постарался собрать в gentoo все лучшие особенности популярного файлового менеджера Directory Opus.
Пакет с программой содержит в себе более 120 иконок ручной работы, обозначающих различные типы файлов. Пользователи gentoo выделяют скорость работы и небольшой размер программы.

## Особенности
- Двухпанельный интерфейс
- Небольшой размер, высокая скорость
- Мощная система распознавания типов файлов, позволяющая настраивать отображение разных типов файлов и операцию, выполняемую по умолчанию при открытии файлов
- Более 120 оригинальных иконок[1]
- Встроенная поддержка большинства стандартных операций с файлами и папками (копирование, перенос, переименовывание)

## Название
Название gentoo произошло от названия пингвина дженту и никак не связано с дистрибутивом Gentoo Linux, к тому же файловый менеджер получил своё название раньше.